# Аргентина на летних Олимпийских играх 1960
Аргентина принимала участие в Летних Олимпийских играх 1960 года в Риме (Италия) в одиннадцатый раз за свою историю, и завоевала одну серебряную и одну бронзовую медали.

## 02!Серебро
- Парусный спорт, мужчины — Гектор Калегарис, Хорхе дель Рио и Хорхе Салас.

## 03!Бронза
- Бокс, мужчины — Абель Лаудонио.

## Результаты соревнований

### Академическая гребля
В следующий раунд из каждого заезда проходили несколько лучших экипажей (в зависимости от дисциплины). В финал A выходили 6 сильнейших экипажей.
Мужчины
| Соревнование | Спортсмены                       | Предварительный заезд | Предварительный заезд | Предварительный заезд | Отборочный заезд | Отборочный заезд | Отборочный заезд | Полуфинал | Полуфинал | Полуфинал | Финал                 | Финал                 |
| Соревнование | Спортсмены                       | Заезд                 | Время                 | Место                 | Заезд            | Время            | Место            | Заезд     | Время     | Место     | Время                 | Место                 |
| ------------ | -------------------------------- | --------------------- | --------------------- | --------------------- | ---------------- | ---------------- | ---------------- | --------- | --------- | --------- | --------------------- | --------------------- |
| двойки       | Аркадио Падилья Роберто Ретоласа | 2                     | 7:17,70               | 2                     | 2                | 7:28,84          | 2 Q              | 2         | 7:48,48   | 6         | завершили выступление | завершили выступление |